# Volksassemblee van de Volkeren van Oaxaca

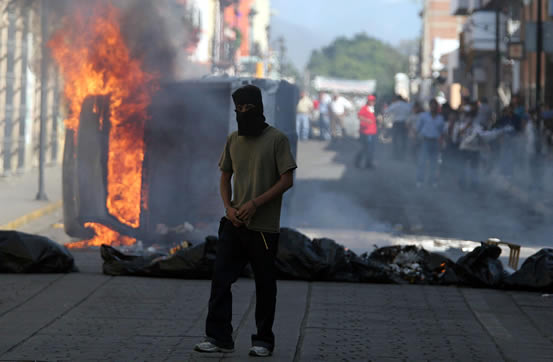
Gevechten in Oaxaca

De Volksassemblee van de Volkeren van Oaxaca (Spaans: Asamblea popular de los Pueblos de Oaxaca, APPO) is een sociale beweging uit de Mexicaanse deelstaat Oaxaca die zich verzet tegen gouverneur Ulises Ruiz.

## Achtergrond
Oaxaca is een deelstaat in het zuiden van Mexico. Het is een van de armste delen van het land en een groot deel van de bevolking is van Indiaanse afkomst. De deelstaat staat bekend als een onrustig gebied, in het verleden hebben er al meerdere keren opstanden plaatsgevonden.
Ruiz werd tot gouverneur gekozen in 2004, als vertegenwoordiger van de Institutioneel Revolutionaire Partij (PRI), die Mexico van 1929 tot 2000 non-stop regeerde. Tegenstanders beschuldigen Ruiz ervan door verkiezingsfraude aan de macht gekomen te zijn. Ruiz staat bekend als een autoritair politicus, zo wordt hij ervoor verantwoordelijk gehouden 2005 een krant de negatief over hem berichtte het zwijgen opgelegd te hebben.
De beweging is ontstaan na een staking van leraren in de hoofdstad Oaxaca de Juárez, georganiseerd door Sectie 22 van de Nationale Vakbond voor Arbeiders in het Onderwijs (SNTE). Deze staking vindt zowat elk jaar plaats in mei en juni, meestal eindigend in een kleine salarisverhoging voor de leraren. In 2006 liet gouverneur Ruiz, wiens regeerstijl door velen als autoritair wordt gezien, echter hardhandig ingrijpen. Op 14 juni vielen de oproerpolitie en knokploegen de stakers aan, wat ontaardde in een drie dagen durende soort veldslag. Aanvankelijk werd melding gemaakt van enkele doden, maar dit bericht kon niet bevestigd worden door Amnesty International, dat wel melding maakte van honderden gewonden.

## Het conflict
De stakers gaven echter niet toe. Integendeel; delen van de bevolking sloten zich bij de protesten aan. Op 13 juli werd door leraren, vakbonden, boerenorganisaties, niet-gouvernementele organisaties en tal van andere organisaties de APPO opgericht. De APPO kondigde aan de staatsregering van Oaxaca niet langer te erkennen en riep op op lokaal niveau regerende raden te vormen. In zeker 28 gemeenten, waaronder Zaachila, Huautla de Jiménez, Teotitlán del Camino en Miahuatlán de Porfirio Díaz zijn dergelijke raden gevormd.
De Mexicaanse regering heeft onderhandelaars naar Oaxaca gestuurd. De APPO heeft aangekondigd te willen onderhandelen en de crisis vreedzaam op te lossen, maar de eis dat Ruiz moet opstappen nooit te laten vallen. Het conflict heeft tot nog toe aan twintig mensen het leven gekost. Het meeste ophef werd veroorzaakt door de dood van de Amerikaanse journalist Brad Will van Indymedia, die op 27 oktober samen met twee anderen het leven liet. De staatsoverheid houdt de APPO hiervoor verantwoordelijk, maar de Amerikaanse ambassadeur Tony Garza, Indymedia en de krant El Universal menen de dader geïdentificeerd te hebben als een paramilitair lid van Ruiz' Institutioneel Revolutionaire Partij (PRI), mogelijk zelfs een voormalige PRI-burgemeester. Naar aanleiding van het geweld op 27 oktober liet Vicente Fox de Federale Politie (PFP) naar Oaxaca sturen om de stad weer in te nemen. De onderwijsvakbond had inmiddels besloten dat de leraren maandag 30 oktober weer aan het werk zouden gaan.
Hoewel ordetroepen erin slaagden de APPO uit de binnenstad te verdrijven, betekende dit niet het einde van de protesten en het geweld. De Kamer van Afgevaardigden steunde unaniem een verzoek aan Ruiz om op te stappen, wat deze naast zich neerlegde. Op 2 november bestormde de oproerpolitie de campus van de Autonome Universiteit Benito Juárez van Oaxaca (UABJO) waar zich demonstranten hadden verschanst. Hierbij vielen meer dan 70 gewonden en werden 30 arrestaties verricht. Het universiteitsbestuur veroordeelde de actie en sprak van een schending van de autonomie.
Flavio Sosa, een de leiders van de beweging, werd op 4 december gearresteerd. In totaal zijn 350 mensen opgepakt en overgebracht naar een gevangenis in Nayarit. Het bleek echter dat een groot deel van de arrestanten niets met de APPO te maken had, zodat op 17 december 43 arrestanten werden vrijgelaten.
Op 16 december verliet de PFP het centrum van Oaxaca en werd het vervangen door de statelijke politie van Oaxaca.

## Reacties

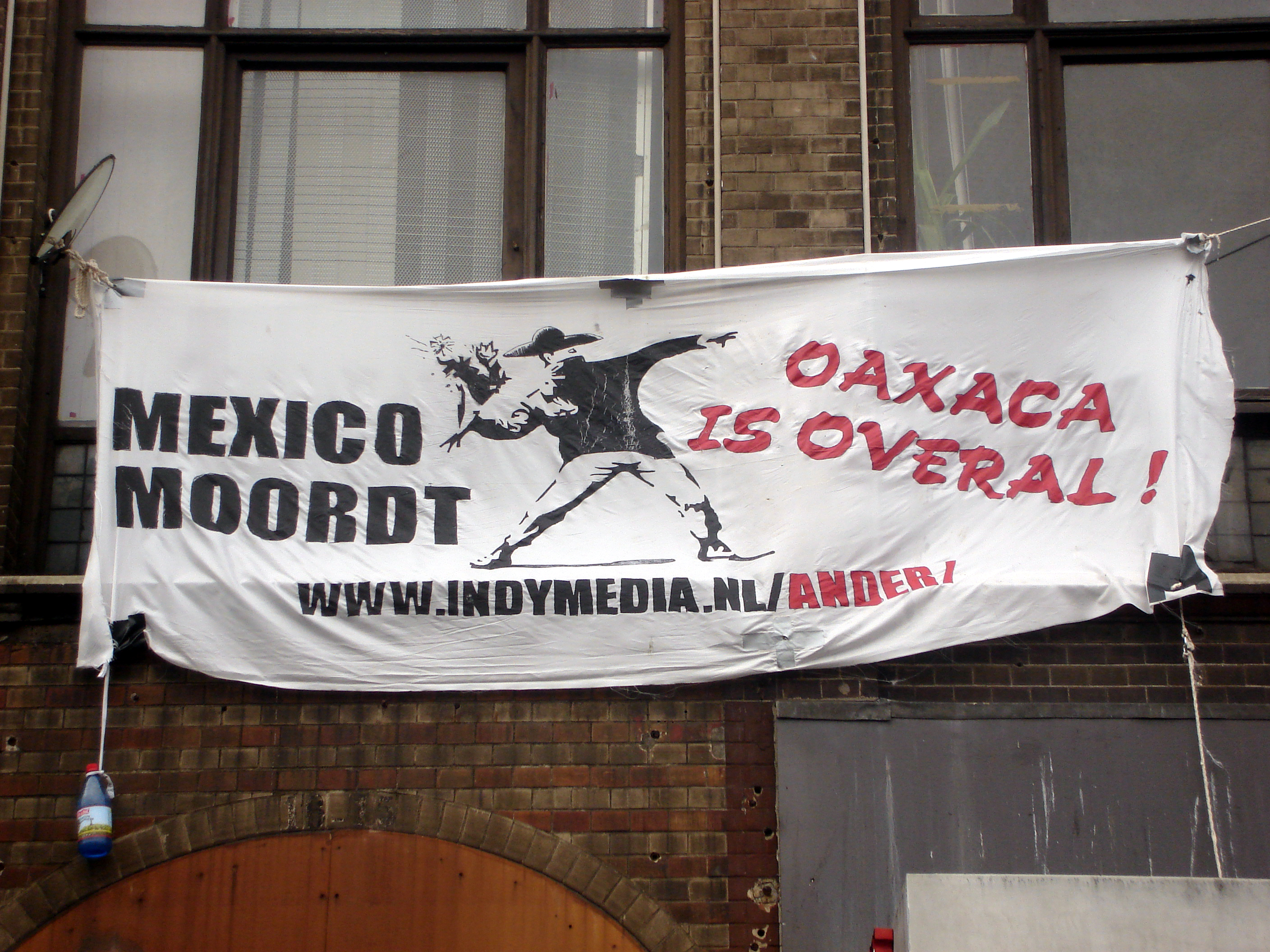
Pro-APPO-spandoek op een kraakpand in Amsterdam

Amnesty International en andere mensenrechtenorganisaties hebben opgeroepen een vreedzame oplossing te zoeken voor het conflict, en het geweld en de willekeurige gevangennames veroordeeld. Bij verschillende Mexicaanse ambassades, waaronder die in Washington D.C. en Berlijn is gedemonstreerd tegen het ingrijpen van de federale politie. In het binnenland heeft onder andere de Partij van de Democratische Revolutie (PRD) het geweld veroordeeld. Het Zapatistisch Nationaal Bevrijdingsleger (EZLN) heeft zijn solidariteit betuigd met de APPO.
Het aartsbisdom van Antequera, waar Oaxaca onder valt, heeft opgeroepen een einde te maken aan de "staat van uitzondering" en de straffeloosheid, en vergeleek de situatie met Guatemala in de jaren 80. De Mexicaanse regering heeft opgeroepen tot een dialoog, maar tegelijkertijd verklaard dat de APPO zich niet buiten de wet mag stellen. Critici van de APPO stellen dat de beweging zelf verantwoordelijk is voor de situatie die is ontstaan, en wijzen erop dat sindsdien het economische leven en het onderwijs in Oaxaca zwaar te lijden heeft gehad onder de protesten. Ook wordt de beweging ervan beschuldigd gewapende organisaties te steunen, waaronder het Revolutionair Volksleger (EPR).
Naar aanleiding van de dood van Brad Will bracht een aantal intellectuelen, waaronder Tariq Ali, Noam Chomsky, Eduardo Galeano, Michael Hardt, Naomi Klein, Michael Moore, Antonio Negri, Arundhati Roy en Howard Zinn, op 3 november een petitie uit waarin zij het vertrek van Ulises Ruiz eisten, de Mexicaanse regering opriepen zich terug te trekken uit Oaxaca en algemeen hun steun uitspraken voor de APPO.